# George Stanley Mbwando
George Stanley Mbwando (* 29. Oktober 1975) ist ein Fußballspieler aus Simbabwe, der unter anderem für Lech Posen und Alemannia Aachen spielte.

## Karriere
1996 verließ Mbwando seine Heimat Simbabwe und bekam beim polnischen Erstligisten Lech Posen seinen ersten Profivertrag. 1997 kam er nach Deutschland und spielte fünf Jahre lang für verschiedene Vereine in den damals drittklassigen Regionalligen, die als Halbprofi-Liga bezeichnet werden können. 2002 stieg er als Stammspieler mit dem VfB Lübeck in die 2. Bundesliga auf und wechselte zum Ligakonkurrenten Alemannia Aachen. Dort konnte er auf seiner zweiten Station im Profifußball seine größten Erfolge feiern. 2003 wurde er mit der Alemannia Herbstmeister und verpasste erst am letzten Spieltag den anvisierten Aufstieg in die Bundesliga. Schließlich stand er in seinem letzten Profispiel noch in Alemannias Startelf beim Pokalfinale 2004 gegen den frisch gekürten deutschen Meister Werder Bremen. In der 75. Minute endete Mbwandos Zeit bei Alemannia Aachen sowie im deutschen Profifußball „nach einem zweifelhaften Platzverweis“. Aachen verlor mit 2:3.
Zur folgenden Saison 2004/05 wechselte Mbwando zum damaligen Regionalligisten SSV Jahn Regensburg, wo er im Mittelfeld und in der Abwehr eingesetzt wurde. Nach dessen Abstieg in die zu der Zeit viertklassige Bayernliga unterschrieb er beim FC Ingolstadt 04.
Nach seinem Engagement in Ingolstadt wechselte er zur Saison 2008/2009 zum TSV 1897 Kösching im oberbayerischen Landkreis Eichstätt. Nach einer weiteren Zwischenstation wurde er 2014 Spielertrainer beim FC Böhmfeld. In seiner ersten Saison feierte er den Aufstieg von der Fußball-A-Klasse 2 Donau/Isar in die Kreisklasse. Anschließend war er in den folgenden Jahren bei weiteren unterklassigen Mannschaften aus der Region als Spieler und teilweise auch als Spielertrainer aktiv.
Zur Saison 2021/22 wechselte er zum VfB Eichstätt als Trainer der A-Jugend. Aber noch während der laufenden Saison wurde der Vertrag wieder aufgelöst.
Im Frühjahr 2022 nahm er eine Trainerstelle bei der A Jugend des TSV Mailing-Feldkirchen an, um sie in die Bezirksoberliga zu bringen.

## Nationalmannschaft
Mbwando gehörte von 2001 bis 2006 zum Kader der Nationalmannschaft von Simbabwe, für die er elf Spiele absolvierte und ein Tor schoss.